# Collabismodes rhombifer
El barrenador (Collabismodes rhombifer o Faustinus rhombifer) es una especie de coleóptero de la familia Curculionidae que se encuentra en México, Centroamérica, Colombia y Venezuela. Las hembras colocan los huevos dentro de los tallos y las larvas se alimentan de estos, barrenándoles hasta provocar que se partan e incluso que mueran las plantas. Este gorgojo ataca cultivos de tabaco, tomate, pimentón, ají, berenjena, frijol, maíz y ajonjolí, entre otros.
Los adultos miden entre 4 y 5 mm, con élitros de color pardo claro con una mancha negra en forma de diamante. Las larvas miden entre 3 y 6 mm de largo, presentan color pardo claro con puntos más oscuros en la parte superior del cuerpo y en la parte posterior color crema.
- Datos: Q6434964